# Titularbistum Bareta
Bareta ist ein Titularbistum der römisch-katholischen Kirche.
Es geht zurück auf einen früheren Bischofssitz in der römischen Provinz Asia an der türkischen Ägäisküste. Es gehörte der Kirchenprovinz Ephesos an.
| Titularbischöfe von Bareta |                         |                                                     |                 |                   |
| Nr.                        | Name                    | Amt                                                 | von             | bis               |
| 1                          | Hugh John O’Neill       | Koadjutorbischof von Dunedin (Neuseeland)           | 18. Januar 1943 | 27. Dezember 1955 |
| 2                          | Jules Benjamin Jeanmard | emeritierter Bischof von Lafayette (Louisiana, USA) | 13. März 1956   | 23. Februar 1957  |
| 3                          | Hernán Frías Hurtado    | emeritierter Bischof von Antofagasta (Chile)        | 24. Mai 1957    | 10. Dezember 1970 |
| 4                          | Jesús Pla Gandía        | Weihbischof in Valencia (Spanien)                   | 25. März 1971   | 16. April 1981    |
| 5                          | Julian Gbur SVD         | Weihbischof in Lemberg (Ukraine)                    | 30. März 1994   | 21. Juli 2000     |
| 6                          | Hlib Lonchyna MSU       | Weihbischof in Lemberg (Ukraine)                    | 11. Januar 2002 | 18. Januar 2013   |